# Praefannia langhofferi
Praefannia langhofferi är en tvåvingeart som först beskrevs av Johann Andreas Schnabl och Dziedzicki 1911.  Praefannia langhofferi ingår i släktet Praefannia och familjen blomsterflugor.
Artens utbredningsområde är Ukraina. Inga underarter finns listade i Catalogue of Life.